# Trekzaag (tweepersoons zaag)

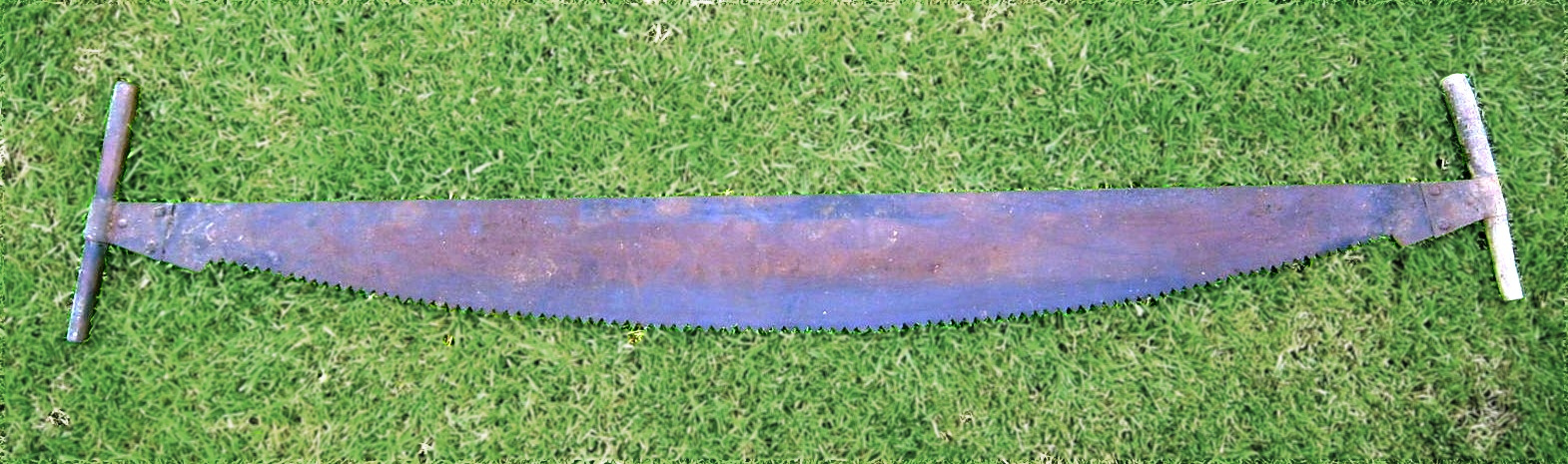
Trekzaag met gebogen blad

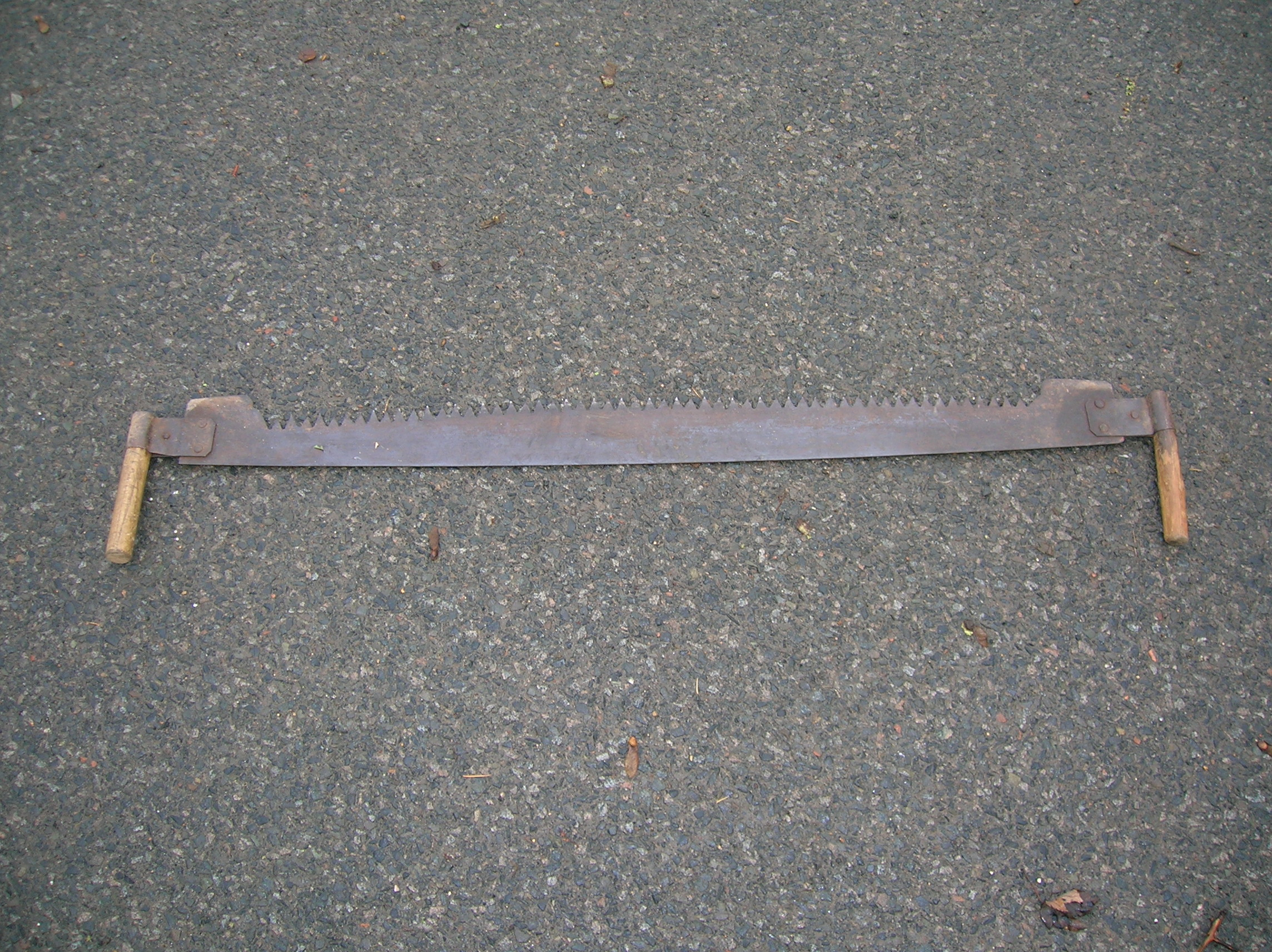
Trekzaag met recht blad

Een trekzaag is een handzaag om blokken uit bomenstammen te zagen of om een boom om te zagen.
Een trekzaag heeft aan beide uiteinden een handvat. Het zaagblad is breed met relatief grove tanden. De lengte van de zaag ligt vaak tussen 1,5 en 2 meter, hoewel er ook zagen van 4 meter lang zijn.
De zaag wordt bediend door twee personen, een aan elke kant van de zaag. De zaag is gemaakt om twee kanten op te zagen. Door de zetting van de tanden wordt het zaagsel uit de zaagsnede gehaald. De trekzaag was vroeger een belangrijk werktuig van bosbouwers, tegenwoordig worden kettingzagen gebruikt.
Een variant van de trekzaag is de spanzaag.